# Ann's Finish
Ann's Finish è un film muto del 1918 diretto da Lloyd Ingraham. Sceneggiato da Elizabeth Mahoney da un soggetto di Beatrice Van, aveva come interpreti principali la coppia (cinematografica) formata da Margarita Fischer e Jack Mower.

## Trama

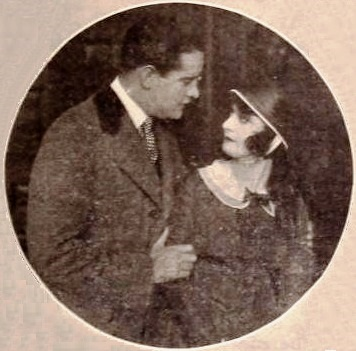
Jack Mower e Margarita Fischer

Espulsa da tutti i collegi che ha frequentato, Ann Anderson finisce per iscriversi alla scuola superiore di madame D'Arcy. Una notte, mentre sta dormendo, si sveglia per dei rumori e ha la sorpresa di trovarsi davanti un giovanotto, tale Robert, che le sta svaligiando la stanza. La storia di Robert (ruba per sfamare una madre indigente) la intenerisce e, quando viene scoperta con lui, Ann non lo denuncia ma dichiara che quello è suo marito soldato. La ragazza si guadagna così un'altra espulsione. Non solo. Il suo fidanzato, Teddy Barnes, questa volta la lascia. Mentre contempla il suicidio, Ann sorprende un altro ladro. Questa volta non si lascia commuovere e riesce a catturarlo. Dichiarata eroina, viene reintegrata da madame D'Arcy. Per risolvere la questione del marito, racconta che è annegato quando la nave, in rotta per la Francia, è affondata. Alla riapparizione di Robert, nuova espulsione. Intanto i compari del secondo ladro, per vendicarlo, rapiscono Ann. La ragazza sarà salvata proprio da Robert che rivelerà di non essere un vero ladro, ma uno scrittore in cerca di "atmosfera" per il suo prossimo romanzo. Ann, allora, deciderà i farlo diventare suo marito ma questa volta per davvero.

## Produzione
Il film fu prodotto dalla American Film Company.

## Distribuzione
Distribuito dalla Mutual Star Productions (Mutual Film), il film uscì nelle sale statunitensi l'11 marzo 1918. In Danimarca, fu distribuito il 23 novembre 1922 con il titolo Et livligt Pigebarn; in Francia, con quello di Jackie termine ses études.
Non si conoscono copie ancora esistenti della pellicola che viene considerata presumibilmente perduta.